# Лопес, Лора
Ло́ра Ро́уз Ло́пес (англ. Laura Rose Lopes), в девичестве — Па́ркер-Боулз (англ. Parker-Bowels; 1 января 1978, Лондон, Англия, Великобритания) — британский куратор искусства, падчерица короля Карла III.

## Биография
Лора Роуз Паркер-Боулз родилась 1 января 1978 года в Лондоне (Англия, Великобритания) в семье офицера Эндрю Паркер-Боулза (род. 1939) и его первой жены Камиллы, урождённой Шанд (род. 1947), которые были женаты в 1973—1995 годах. У Лоры есть старший брат — кулинарный писатель Том Паркер-Боулз (род. 1974).
В начале 2000-х годов работала журналисткой. Писала колонки для газеты «Daily Mail». Также она была обозревателем по питанию для журнала «Tatler».
С 6 мая 2006 года замужем за бухгалтером Гарри Лопесом (род. 1977). У супругов есть трое детей — дочь Элайза Лопес (род. 16 января 2008) и сыновья-близнецы Гус Лопес и Луи Лопес (род.30.12.2009).